# Odkaz Ataniků
Odkaz Ataniků je 3. epizoda 4. řady sci-fi seriálu Hvězdná brána.

## Děj epizody
Tok'rové našli technologii Ataniků, návlek na ruku, který mnohonásobně zlepšuje lidské schopnosti, ale zmenšuje možnost úsudku. Návleky nejdou sundat a tak je návrh poslat SG-1 na staveniště Apophisovy lodě. Generál Hammond to zakáže. SG-1 se tam vydají, protože kvůli návlekům mají jiné chápání. Tam ale přestanou návleky fungovat, protože si na ně tělo už zvyklo. Nakonec se v pořádku vrátí na Zemi.